# 自然発生説
自然発生説（しぜんはっせいせつ、Spontaneous generation）とは、生物が親無しで無生物（物質）から一挙に生まれることがあるとする、生命の起源に関する説の1つである。偶然発生説とも呼ばれる。
一般にアリストテレスが初めに提唱し、以降長きにわたり広く信じられてきた。17世紀のフランチェスコ・レディによる対照実験（レディの実験）を皮切りに、自然発生説を否定する科学的実証が始まり、19世紀のルイ・パスツールの実験によってほぼ完全に否定された。

## アリストテレスによる観察・判断・考察
紀元前4世紀ころのアリストテレスは、様々な動物の出産の様子（親の体から産まれる様子）なども観察した人物であるが、彼は多種多様な生物をじっくりと観察した結果、生物の中には親の体からではなく物質から一挙に生まれるものがある、と判断し、自著『動物誌』や『動物発生論』において多数の動物を自然発生するものとして記述した。例えば、ミツバチやホタルは（親の体から以外に）草の露からも生まれ、ウナギ・エビ・タコ・イカなどは海底の泥から産まれる、と記述した。
アリストテレスのこれらの観察は、ルネサンス期まで疑いなく人々に受け入れられていた。
なお、アリストテレスは、生命の発生には次のようなプロセスがあるとしていた。
1. 生命の基となる「生命の胚種」が世界に広がっている。
2. この生命の胚種が「物質」を組織して生命を形作る。

これは「胚種説」とも呼ばれる。その発想の根底には人間が日常的に慣れ親しんでいる種・種子からの類推・アナロジーがある。近代の科学者らはこの考え方を生気論というカテゴリーに分類した。

## 日本における例
尚、日本語でも「ボウフラがわく」とか「ウジがわく」などと表現するのでその表現には古来人々が自然発生を暗黙のうちに認めていたことがうかがえるという主張もある。

## 自然発生説を肯定する実験
ヤン・ファン・ヘルモントは、17世紀に以下の条件で実験を行った。
1. 小麦の粒と汗で汚れたシャツに油と牛乳を垂らす。
2. それを壺にいれ倉庫に放置する。
3. ハツカネズミが自然発生する。

現代でこそ一笑に付される実験ではあるが、当時有名な化学者、医学者および錬金術師であった彼の実験は、大いに自然発生説論者を勇気付けたとされる。さらに錬金術的な人工生命の実験として最も有名なものがパラケルススによるホムンクルスの作成である。他にもカエル、ウナギなどの自然発生の実験も行なっている。

## 自然発生説否定の歴史
自然発生説否定の歴史はその多くが実験によるものであった。これは、まず記載を重視する生物学の歴史の中では、特筆すべき側面である。しかし、レーウェンフックの発見した微生物により、その完全否定には困難を極めることとなった。肉眼で確認できる生物の自然発生を否定するのは難しくないが、相手が微生物ではその実験結果を否定する反論や例証（反証）を挙げるのは難しいのである。しかし更にそれらを否定することで、自然発生説はより強く否定されていった。また自然発生説否定の実験は、食品の保存に関する知見に非常に深い影響を与えた。

### レディの実験

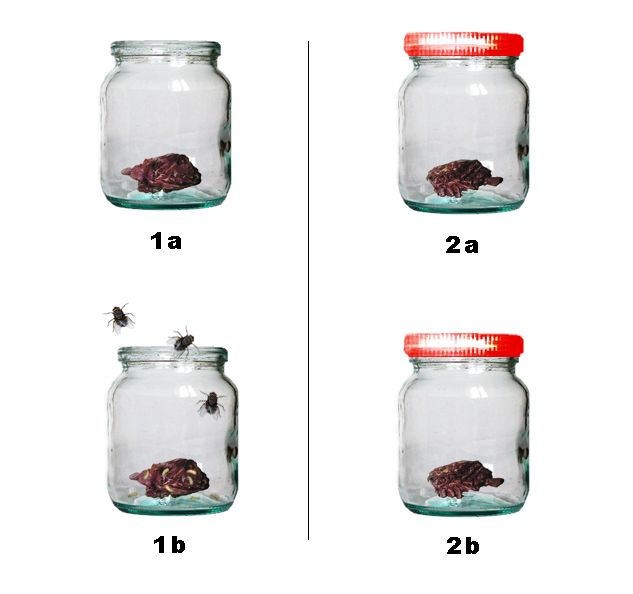
レディの実験の再現図

まずはじめに自然発生説を否定する実験を行なったのは、17世紀イタリアのフランチェスコ・レディであった。彼の実験は、科学の基礎である対照実験の概念をもたらしたという点で画期的なものであった。
1. 2つのビンの中に魚の死体を入れる。
2. 一方のビンはふたをせず、もう一方のビンは布（目の細かいガーゼ）で覆ってふたをする。
3. そのまま数日間放置する。
4. 結果、ふたをしなかったビンにはウジがわくが、ふたをしたビンにはウジはわかなかった。

これは、ガーゼによってハエが肉に卵を産み付けられないようにすることで、ハエがたからない肉片にはウジが自然発生しない、と言うことを証明したものであった。ただし、あくまでウジやハエに関する自然発生だけを否定したのであり、彼自身は「生命は卵から生じる」「寄生虫は自然発生する」としていた。
しかし、このような方法で自然発生説を否定することが可能であることに道を開き、安易に自然発生説を肯定することはなされなくなった点では、大きな前進であるとされ、これ以降、大型生物についての自然発生論は下火となった。

## 微生物の問題
ところが、1672年にレーウェンフックによって微生物が発見された。当然のようにこの微生物が肉汁（有機物溶液）に現れる現象を自然発生の例証とする論が現れた。特にニーダムは1745年に論文を著し、その中で、高温処理した密閉容器に於いても微生物が発生する現象を論じ、自然発生説を主張した。

### 有機物溶液の加熱および密閉
有機物溶液中における微生物の自然発生の否定はイタリアの動物学者ラザロ・スパランツァーニによって実験された。彼の行なった実験は非常に単純で、
- 有機物溶液を加熱することにより微生物の発生を抑止できる

というものであった。微生物の発生を抑止するには加熱以外に有機物溶液を外気に触れさせないという彼の主張があったが、これは
- 微生物は空中から運搬され、有機物溶液中に侵入する

という論拠が根底にあった。加熱および有機物溶液を外気に触れさせない、いわゆる『溶接密閉法』の技術を考案し、ガラス瓶を用いて以下の実験を行なった。
1. フラスコ内の有機物溶液を加熱した後、金属でフラスコの口の溶接密閉を行なう。
2. 長期間保存しても微生物は現れない。
3. フラスコ壁面に微小な亀裂を生じると微生物が発生する。
4. 結果、微生物を永久に有機物溶液内に発生させないようにするには、溶液を加熱した後、容器を溶接密閉した状態に保つ、とした。

スパランツァニのこれらの実験は『滅菌』と言う概念を生じ、自然発生説の否定はおろか、食品の保存に関する方法について重大な影響を与えた。後にニコラ・アペールによって缶詰法（アペルティゼーション）が開発された。
しかしながら、以上の実験に対して、ニーダムなど自然発生論者は以下のように反論した。
- 密閉により微生物の運搬を防いだわけではなく、「空気の中の何かが生命の発生に必須であり、それが供給されなかったため」ではないか。

つまり、ここで自然発生説否定派に対して、培地に新鮮な空気を供給しつつ、それでも微生物は発生しないことを示すことが求められたのである。

### 白鳥の首フラスコ実験
パスツールがこの実験を行なった理由は、「有機物溶液の変化と微生物の増殖に因果関係がある」ことを証明するためであった。すなわち、微生物が増殖せず、有機物溶液に変化が見られなければ、上記の命題を証明できる。パスツールが始めに行なった実験は、
- 加熱し密閉した有機物溶液に加熱した空気を綿火薬を通して送りこむ

と言う実験であった。この実験では微生物の増殖は見られなかったが、これは綿火薬に微生物がトラップされたことによる。事実、綿火薬を有機物溶液に入れると微生物の増殖が見られた。
更に、加熱せずに空気を通した上で微生物をトラップする実験を行なうために考え出されたのが有名な「白鳥の首フラスコ実験」である。
1. フラスコ内に有機物溶液を入れる。
2. フラスコの口を加熱して長く伸ばし、下方に湾曲させた口を作る。
3. フラスコを加熱し、細い口からしばらく蒸気が噴き出すようにする。
4. この白鳥の首フラスコをしばらく放置しても微生物の増殖は見られなかった。
5. このフラスコの首を折る、あるいは無菌の有機物溶液を微生物をトラップさせた首の部分に浸し、それをフラスコ内に戻すと微生物の増殖がみられる。

これは、非加熱の空気の交換を行なうが、微生物の増殖が見られないと言う点で、極めて説得力ある自然発生説否定の実験であった。これを基にして1861年、パスツールは論文『自然発生説の検討』を著した。
ちなみに、このような「微生物が成育できる条件を保ちつつ、外部の微生物が入らない条件を作る」のは、微生物の純粋培養における要求であり、微生物研究の基礎である。現在では培養栓などがこの機能を果たしている。
パスツールの実験によって、自然発生説はほぼ否定されたとするのが一般的だが、それでも自然発生論者は、「干草の抽出液を用いた同様の実験では、微生物が増殖する」ことを反証にあげた。

### ティンダルの実験
イギリスの物理学者、ジョン・ティンダルは上記の「干草の抽出液」には、従来の加熱法では殺菌することが出来ない、耐熱性を有した状態をそれらの菌が取ると仮定した。そのため、干草の抽出液を5.5時間煮沸し、それでもなお一部の菌が生残することを観察した。また、その菌が熱に弱い状態を取ることもある（5分間の煮沸で全滅）ことも同時に観察した。結果、干草抽出液から分離される菌は耐熱性に富んだ状態を取ることを明らかにした。
これは、ある種のグラム陽性菌が芽胞の状態を取っていると現在では証明されている。芽胞はドイツの細菌学者フェルディナント・コーンによって発見され、耐熱性を有することが示された。なお、このため、現在では滅菌にはオートクレーブが使用される。

### パスツールの観察
なお、パスツールが自然発生説に反対したのは、上記の実験だけによるものではない。以下のような観察事実についても述べている。
フラスコに入れて煮沸した肉汁などを放置すると微生物が発生するが、蓋を開ける時間を短時間にした場合、フラスコによって異なる微生物が出現することがある。もしも気体の成分が原因となって自然発生したのであれば、どの瓶からも等しく多種類の微生物が出現するはずであり、上記のような観察結果は、空中に様々な微生物の元になる粒子が浮いていて、そのどれかがフラスコ内に入り込んだためと考えた方がよい。つまり、短時間しか蓋を開けない場合、そのうちの限られたものだけが入ることが出来るため、瓶によって出現する種が異なるという結果が出る。